# 女先知亚拿

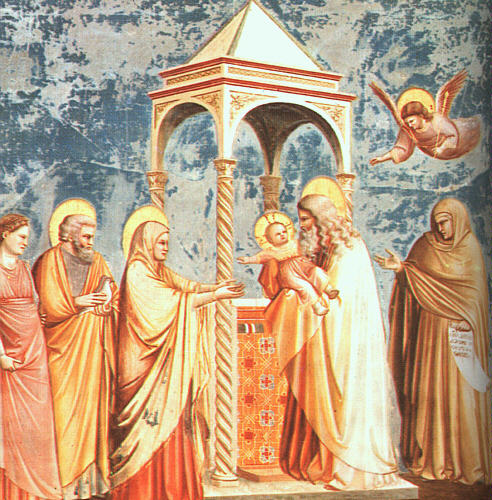
亚拿称扬耶稣

亚拿，天主教译为亚纳，是《新约圣经·路加福音》中出现的一个女人。根据《路加福音》的记载，她被称作是一位女先知，是亚设支派法内力的女儿。
在耶路撒冷圣殿预言耶稣。她出现在《路加福音》第2章第36-38节，献小耶稣于圣殿的一段情节中。
除了路加福音的记载之外，人们对亚拿的生活和背景一无所知。从路加福音这3节的记载中，可以知道：
- 是一位女先知。
- 是法内力的一个女儿。
- 属于亚设支派。
- 出嫁7年后就开始寡居（不清楚丈夫的姓名）。
- 是一位虔诚的犹太教徒，定期实行祷告和禁食。

## 敬礼
东正教会将女先知亚拿列为圣人。东正教会传统上将亚拿和义人西面视为旧约时代最后的先知，敬礼日定在2月3日/2月16日.。  
她的肖像也被画在献耶稣于圣殿（圣母进堂）的圣像上，和婴孩耶稣、马利亚、约瑟和义人西面一起。东正教传统认为，耶稣通过会见西面（曼吼歇雷需擺士）和亚拿（利亞）二人，会见他的以色列子民。在东正教圣像中，亚拿常被画在马利亚身后。亚拿还向基督举起右手，向群众显示他就是基督，或手拿先知常拿的一个卷轴。